# Hidezō Kondō
Hidezō Kondō (近藤日出造, Kondō Hidezō), né le 15 février 1908 à Inariyama, Nagano et mort le 23 mars 1979 à Tokyo , est un mangaka de presse japonais, particulièrement connu pour ses portraits.
Après avoir complété ses études secondaires en 1926, Kondō rejoint la capitale Tokyo et devient en 1928 l'apprenti d'Ippei Okamoto afin de devenir dessinateur de presse. En 1932, il fonde la Société du nouveau manga (新漫画派集団, Shin manga hashūdan). L'année suivante, il commence à travailler pour le quotidien Yomiuri shinbun.
Il reçoit en 1974 la Médaille au ruban pourpre ainsi que le prix Kan-Kikuchi en 1975.